# Тания
Та́ния (иуд.-арам. תניא — «повторение; учение; изучение»), также Ликуте́й амари́м (ивр. ליקוטי אמרים‎ — «собрание изречений») — основополагающая книга по хасидизму. Главное творение «старого ребе» Шнеура Залмана (1746—1813; 5505—5573 по еврейскому летосчислению) — основоположника хасидского учения Хабад. Предположительно, опубликована в 1797 году (первоизданий не сохранилось).
Состоит из нескольких трактатов, первый из которых называется «Книга средних» (то есть людей, занимающих среднюю ступень между праведниками и злодеями), за ним следуют «Врата единства и веры», «Послание о покаянии», «Святое послание» и «Заключительный трактат».

## Философия «Тании»
Книга «Тания», как указывает её автор, написана для «ищущих» и «смятенных». В книге «Тания» нет схоластической философии, полемики или систематического рассмотрения многих философских проблем. Такие основания веры, как существование Бога, creatio ex nihilo, Откровение, принимаются автором как данность. Другие же: Провидение, Единство, Мессианизм, атрибуты Божественного — рассматриваются им как составные части его этической системы и освящаются авторитетом каббалы.
«Тания» пытается стать практическим руководством, намечая новый путь Божественного служения, на котором различные части книги должны быть «путеводителями». Ограничивая каждую из них их основными предметами, можно охарактеризовать их следующим образом:
- первая часть развивает, главным образом, два фундаментальных принципа служения Богу, ахава и йира, любовь и благоговение;
- вторая часть, в которой автор развивает бештианскую доктрину творения, имеет целью воспитать истинную веру в Бога и Божественное Провидение в соответствии с концепцией хасидизма;
- третья часть посвящена Тшува, раскаянию, тогда как последние две части просвещают верующего по различным аспектам Божественных заповедей.

«Тания» — произведение по еврейской этике. Его автор сосредоточен, главным образом, на силах добра и зла в человеческой природе и в окружающем мире. Его основная цель заключается в установлении абсолютной свободы воли для еврея. Его дальнейшее устремление состоит в том, чтобы утвердиться в вере, согласно которой еврей по существу есть создание нравственное, то есть нравственное не в некоем ограниченном и условном смысле, но во всей полноте абсолюта. Рабби Шнеур Залман — позитивный моралист, верующий в то, что человек не только обладает полнейшей возможностью совершенной нравственной жизни, но и что её фактическая реализация в возможностях среднего индивида. Тем не менее, для того, чтобы быть в состоянии встретиться лицом к лицу с моральными испытаниями, выпадающими человеку на каждом шагу в его повседневной жизни, он должен отдавать себе полный отчет в физических силах, которые определяют его побуждения и поступки, и, что превыше всего, он должен быть убежден в присущей ему моральной твердости.
Учение о «двух душах» — душе Божественной и душе животной — дает ему возможность утвердить абсолютную нравственную свободу на основе абсолютной трансцендентности «Божественной души» человека. «Животной душе», которая является источником витальности физического тела, автор приписывает все естественные наклонности, присущие человеку как земному существу. В изначальном своем состоянии эти наклонности не злы, а являются, скорее, нейтральными силами, теоретически призванными служить сосудом Божественной души, которая должна действовать через их посредство. Все же в них заключена склонность ко злу, поскольку животная душа по природе своей подвержена искушению. Отсюда то внутреннее напряжение, которое испытывает человек в своей повседневной жизни. Но это напряжение, существующее между двумя душами, не создает существенного дихотомического членения человеческой природы, поскольку отношения, в которых две души находятся друг к другу, подобны отношениям коня и всадника. До тех пор, пока животная душа служит сосудом души Божественной, к чему она и предназначена, между ними существует полная общность и гармония; в тот же момент, когда животная душа действует независимо, гармония разрушается. В тех пределах, в которых животной душе позволено заявлять о себе, человеческое существо действует в «духе безумия», порою затмевающего его Божественную душу.
Как представляется рабби Шнеуру Залману, животной душе дана власть бросать вызов авторитету души Божественной, однако лишь с тем, чтобы пробудить в последней её возможности во всей полноте, чтобы она укрепилась на пути к победе. Индивид должен постоянно быть начеку с тем, чтобы не уступить животной душе и самой незначительной позиции, поскольку любая слабость такого рода непрерывно увеличивала бы незащищенность личности перед силами искушения, осаждающими естество человека, обитающего в материальном мире, где потворство слабостям в повседневном существовании приводит лишь к ещё большей невоздержанности.
Рабби Шнеур Залман полагает, что средний индивид наделен моральной силой, если только он совершит необходимое усилие, чтобы подавить и удержать под контролем эти диссонирующие силы, даже если он и не сумеет искоренить их окончательно. Следовательно, он уверен в том, что гармония личности может быть достигнута, во всяком случае, во всей сфере действительной и практической нравственной жизни.

## Влияние и значение
В среде любавичских хасидов принято изучать книгу «Тания» ежедневно — наряду с недельной главой из Торы и определённым отрывком из Книги Псалмов («Техилим»). За двести лет «Тания» выдержала громадное количество изданий (в конце каждого издания книги "Тания, как правило, приведен список мест, где она была напечатана). Часто хасиды издают «Танию» под одной обложкой с Торой и Книгой Псалмов («Техилим»). Такое издание называется ХиТаТ: «Хумаш (Пятикнижие)», «Тания», «Техилим».
Наряду с «Шульхан Арух», «Тания» рассматривается хасидами как важнейшая книга по философии и практике иудаизма: если «Шульхан Арух» рассматривает практические вопросы применения заповедей (мицвот), то «Тания» рассматривает многие аспекты с позиции каббалы.
Любавичский ребе Менахем Мендл Шнеерсон называет «Танию» «Письменной Торой хасидизма».
Предыдущий Любавичский Ребе, рабби Йосеф Ицхак Шнеерсон, установил обычай ежедневного изучения урока «Тании». Любавичский Ребе Менахем Мендел Шнеерсон относит этот урок к одному из «трёх уроков, одинаковых для каждой души», и во многих своих письмах призывает соблюдать эти уроки (ежедневный раздел «Торы», «Техилим», и «Тании»).

## Спорные вопросы
Фраза из Тании «души неевреев происходят от остальных, совершенно нечистых „клипот“, в которых нет добра совершенно», периодически становится предметом споров. Магистр по ивриту и иудаике Дэн Рикман считает это высказывание представляющим нееврев неполноценными, хотя и признаёт, что обвинение в расизме любого труда, написанного до XIX века, было бы анахронизмом. Рав Ицхак Шойхет считает, что обвинение Тании в расизме демонстрирует незнание терминов еврейской философии и мистики, поскольку цитата восходит к Библии, Талмуду и трудам кабаллиста Ицхака Лурия. 